# ۱۲۵۱ (میلادی)

## رویدادها
- زمین‌لرزه نیشابور. زمین لرزه‌ای در نیشابور در سال ۶۴۹ ق بخشی از شادیاخ را بکلی ویران کرد.